# Kruisschakelaar (telefonie)

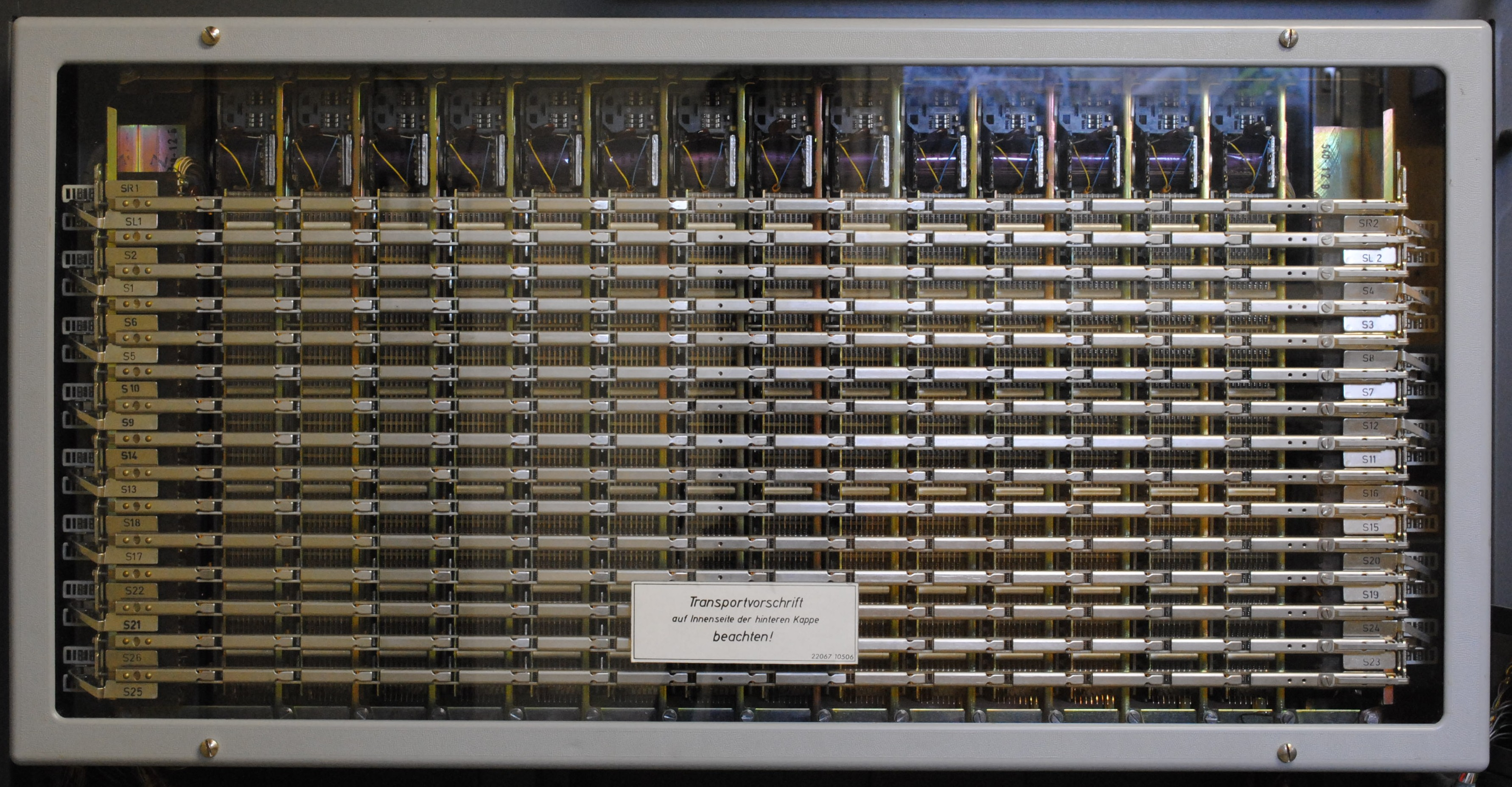
Kruisschakelaar

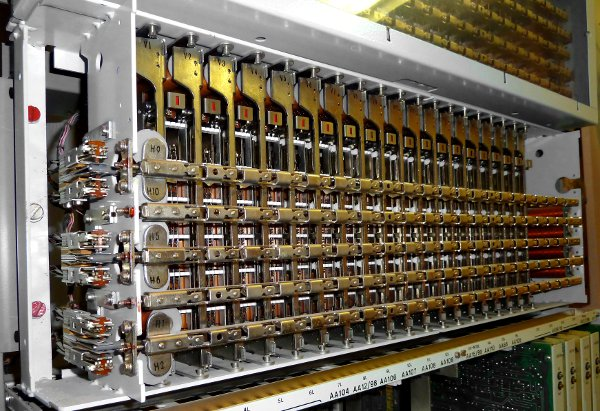
Kruisschakelaar

Een kruisschakelaar is een met behulp van relais bediende schakelmatrix die vooral in de jaren 70 en 80 van de twintigste eeuw in telefooncentrales werd toegepast als opvolger van de hefdraaikiezer. Een of meerdere kruisschakelaars in matrixvorm opgesteld wordt een register genoemd.

## Opbouw
De matrix bestaat uit een aantal relais voor de bediening van de horizontale armen, en een aantal relais voor de bediening van de verticale armen. De verticale armen worden door een enkel relais per arm bediend en kunnen in twee standen staan (onbekrachtigd en bekrachtigd); de horizontale armen worden door een paar relais per arm bediend en kunnen in drie standen staan (onbekrachtigd, bovenste relais bekrachtigd en onderste relais bekrachtigd). Een matrix met tien in- en tien uitgangen heeft tien verticale armen en vijf horizontale armen.

## Werking
In rust zijn alle relais onbekrachtigd. Door nu eerst een horizontale arm te bekrachtigen en vervolgens een verticale arm, zal de set contacten op het kruispunt van de twee armen gesloten worden. Na het sluiten wordt de horizontale bekrachtiging opgeheven. Het contact op het kruispunt blijft gesloten totdat de bekrachtiging van de bijbehorende verticale arm wordt opgeheven.
Het maximale aantal verbindingen dat op deze manier kan worden gemaakt wordt beperkt door het kleinste aantal van: het aantal verticale armen, of het dubbele van het aantal horizontale armen. Wanneer er minstens net zo veel uitgangen als ingangen zijn, heet het register blokkeringsvrij, wat inhoudt dat er altijd een verbinding gemaakt kan worden. Zijn er minder uitgangen dan er ingangen zijn, kan het register geblokkeerd zijn wanneer alle uitgaande lijnen bezet zijn. Een abonnee die op dat moment een verbinding wil opbouwen, krijgt een bezettoon te horen.